# David Martínez (nikaraguański piłkarz)
David Martínez (ur. 10 sierpnia 1983 w Ciudad Darío) – nikaraguański piłkarz występujący na pozycji pomocnika.

## Kariera klubowa
Całą karierę spędził w Realu Estelí, którego barwy reprezentował od 2002 do 2013. W tym czasie osiem razy zdobył z zespołem mistrzostwo Nikaragui (2003, 2004, 2007, 2008, 2009, 2011, 2012, 2013).

## Kariera reprezentacyjna
W reprezentacji Nikaragui zadebiutował 13 czerwca 2004 w zremisowanym 2:2 meczu el. do MŚ 2006 z Saint Vincent i Grenadynami. W 2009 został powołany do kadry na Złoty Puchar CONCACAF. Zagrał na nim tylko w meczu z Meksykiem (0:2), a Nikaragua zakończyła turniej na fazie grupowej.